# Penicillium chrysogenum
Il Penicillium chrysogenum è un fungo ifomicete caratterizzato da un micelio con conidiofori ramificati all'apice, i cui rami portano catene di conidi (ne risulta nel complesso un aspetto di "pennello", in latino penicillium, da cui il nome). 
Produttore una sostanza antibiotica da cui prendono il nome le penicilline.

## Sinonimi
- Penicillium notatum Westling, Arch. für Botanik 11: 95 (1911).